# Lijst van vliegvelden in Guinee
Lijst van vliegvelden in Guinee, gesorteerd op locatie.

## Lijst
| LOCATIE     | ICAO | IATA | VLIEGVELD NAAM                                    |
| ----------- | ---- | ---- | ------------------------------------------------- |
| Banankoro   | GUGO |      | Luchthaven Gbenko                                 |
| Beyla       | GUBE |      | Luchthaven Beyla                                  |
| Boké        | GUOK | BKJ  | Luchthaven Boké Baralande                         |
| Conakry     | GUCY | CKY  | Luchthaven Conakry Internationaal (Gbessia Int'l) |
| Faranah     | GUFH | FAA  | Luchthaven Faranah                                |
| Fria        | GUFA | FIG  | Luchthaven Fria                                   |
| Port Kamsar | GUKR |      | Luchthaven Kawass                                 |
| Kankan      | GUXD | KNN  | Luchthaven Kankan                                 |
| Kissidougou | GUKU | KSI  | Luchthaven Kissidougou                            |
| Koundara    | GUSB | SBI  | Luchthaven Sambailo                               |
| Labe        | GULB | LEK  | Luchthaven Tata                                   |
| Macenta     | GUMA | MCA  | Luchthaven Macenta                                |
| Nzérékoré   | GUNZ | NZE  | Luchthaven Nzérékoré                              |
| Sangarédi   | GUSA |      | Luchthaven Sangarédi                              |
| Siguiri     | GUSI | GII  | Luchthaven Siguiri                                |